# Elaphoglossum elegantipes
Elaphoglossum elegantipes är en träjonväxtart som beskrevs av John T. Mickel. Elaphoglossum elegantipes ingår i släktet Elaphoglossum och familjen Dryopteridaceae. Inga underarter finns listade.